# Mesanusia latiscapus
Mesanusia latiscapus är en stekelart som beskrevs av Girault 1922. Mesanusia latiscapus ingår i släktet Mesanusia och familjen sköldlussteklar. Inga underarter finns listade i Catalogue of Life.